# Luttenbach-près-Munster

Luttenbach-près-Munster este o comună în departamentul Haut-Rhin din estul Franței. În 2009 avea o populație de 770 de locuitori.

## Evoluția populației
| An        | 1975 | 1982 | 1990 | 1999 | 2006 | 2009 |
| --------- | ---- | ---- | ---- | ---- | ---- | ---- |
| Populație | 707  | 682  | 717  | 820  | 839  | 770  |